# Sveti Donat
Sveti Donat – wieś w Chorwacji, w żupanii istryjskiej, w mieście Buzet. W 2011 roku liczyła 83 mieszkańców.